# Daïras de la wilaya de Batna

La wilaya de Batna est composée de vingt-et-une daïras (circonscriptions administratives), chacune comprenant plusieurs communes pour un total de soixante-et-une communes.

## Daïras de la wilaya de Batna
1. Aïn Djasser
2. Aïn Touta
3. Arris
4. Barika
5. Batna
6. Bouzina
7. Chemora
8. Djezzar
9. El Madher
10. Ichmoul
11. Menaa
12. Merouana
13. N'Gaous
14. Ouled Si Slimane
15. Ras El Aioun
16. Seggana
17. Seriana
18. Tazoult
19. Teniet El Abed
20. Timgad
21. T'kout

| Daïra            | Nombre de communes | Communes                                                      |
| ---------------- | ------------------ | ------------------------------------------------------------- |
| Aïn Djasser      | 2                  | Aïn Djasser, El Hassi                                         |
| Aïn Touta        | 4                  | Aïn Touta, Ben Foudhala El Hakania, Maafa, Ouled Aouf         |
| Arris            | 2                  | Arris, Tighanimine                                            |
| Barika           | 3                  | Barika, M'doukel, Bitam                                       |
| Batna            | 3                  | Batna, Fesdis, Oued Chaaba                                    |
| Bouzina          | 2                  | Bouzina, Larbaâ                                               |
| Chemora          | 2                  | Chemora, Boulhilat                                            |
| Djezzar          | 3                  | Djezzar, Ouled Ammar, Abdelkader Azil                         |
| El Madher        | 4                  | El Madher, Aïn Yagout, Boumia, Djerma                         |
| Ichmoul          | 3                  | Ichmoul, Foum Toub, Inoughissen                               |
| Menaa            | 2                  | Menaa, Tigherghar                                             |
| Merouana         | 4                  | Merouana, Oued El Ma, Ksar Bellezma, Hidoussa                 |
| N'Gaous          | 3                  | N'Gaous, Boumagueur, Sefiane                                  |
| Ouled Si Slimane | 3                  | Ouled Si Slimane, Taxlent, Lemsane                            |
| Ras El Aioun     | 6                  | Ras Ei Aioun, Gosbat, Guigba, Rahbat, Talkhamet, Ouled Sellam |
| Seggana          | 2                  | Seggana, Tilatou                                              |
| Seriana          | 3                  | Seriana, Lazrou, Zanat El Beida                               |
| Tazoult          | 2                  | Tazoult, Ouyoun El Assafir                                    |
| Teniet El Abed   | 3                  | Teniet El Abed, Oued Taga, Chir                               |
| Timgad           | 2                  | Timgad, Ouled Fadel                                           |
| T'kout           | 3                  | T'Kout, Kimmel, Ghassira                                      |